# Line Attack Heroes
Line Attack Heroes (ラインアタックヒーローズ) é um jogo eletrônico desenvolvido pela japonesa Grezzo e lançado para o WiiWare, serviço de download de jogos para o Nintendo Wii. Foi revelado pela primeira vez no Japão no dia 2 de outubro de 2008 como um jogo em mídia física, assim como na E3 de 2009. Ao invés disso, Line Attack Heroes foi anunciado em 23 de julho de 2003 como um jogo para o serviço WiiWare e foi lançado em 27 de julho de 2010.